# هاريش راج
هاريش راج هو ممثل هندي، ولد في 26 يوليو 1976 في الهند.

## وصلات خارجية
- هاريش راج على موقع IMDb (الإنجليزية)
- هاريش راج على موقع قاعدة بيانات الفيلم (الإنجليزية)
- هاريش راج على موقع كينوبويسك (الروسية)